# Kristofor Peçi
Kristofor Peçi, född den 4 november 1946 i Tirana i Albanien, är en albansk politiker, Albaniens före detta justitieminister från 1996.